# Teerose (Tee)

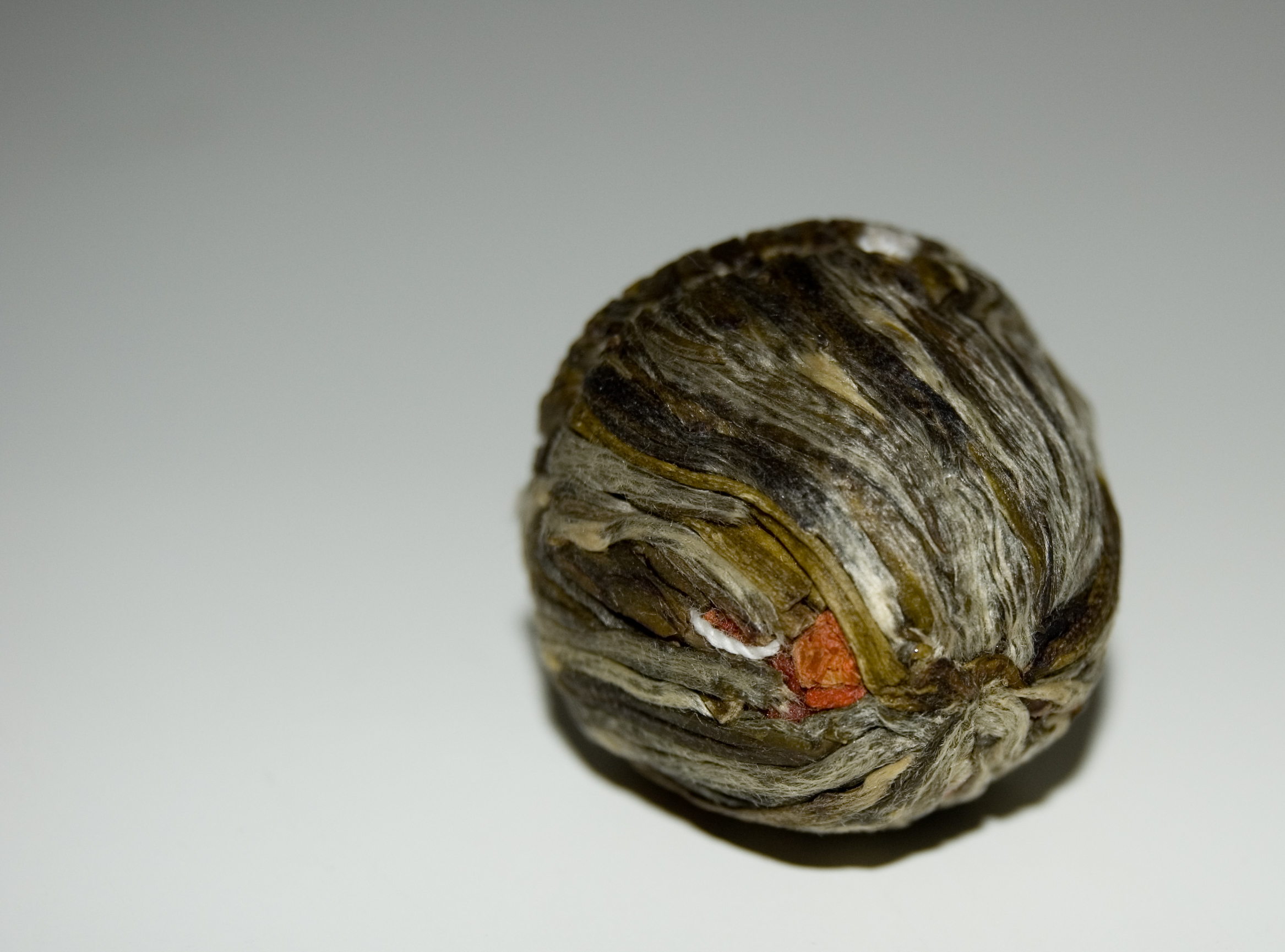
Teerose vor dem Ziehen

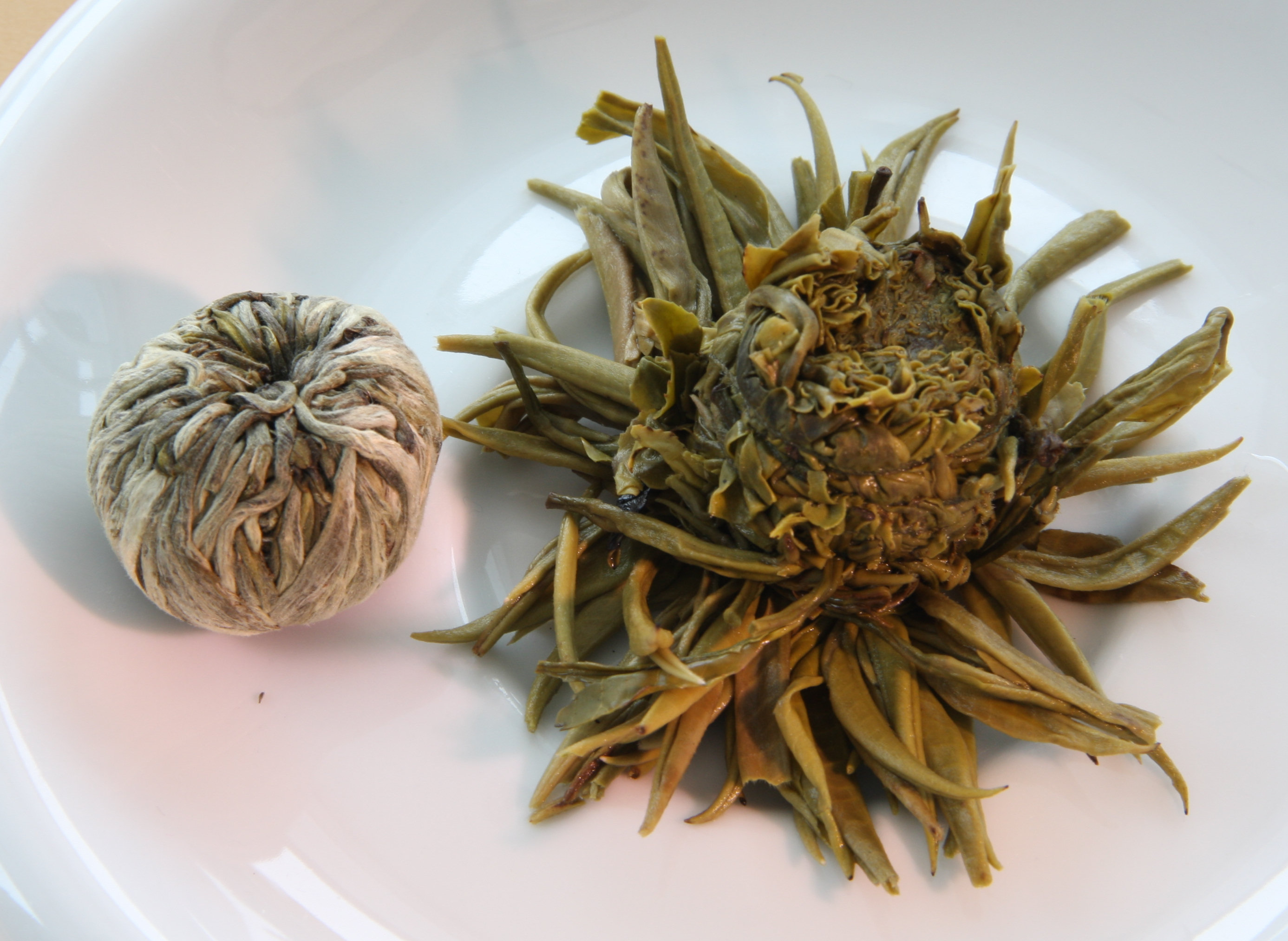
Teerose aus Weißtee vor und nach dem Ziehen

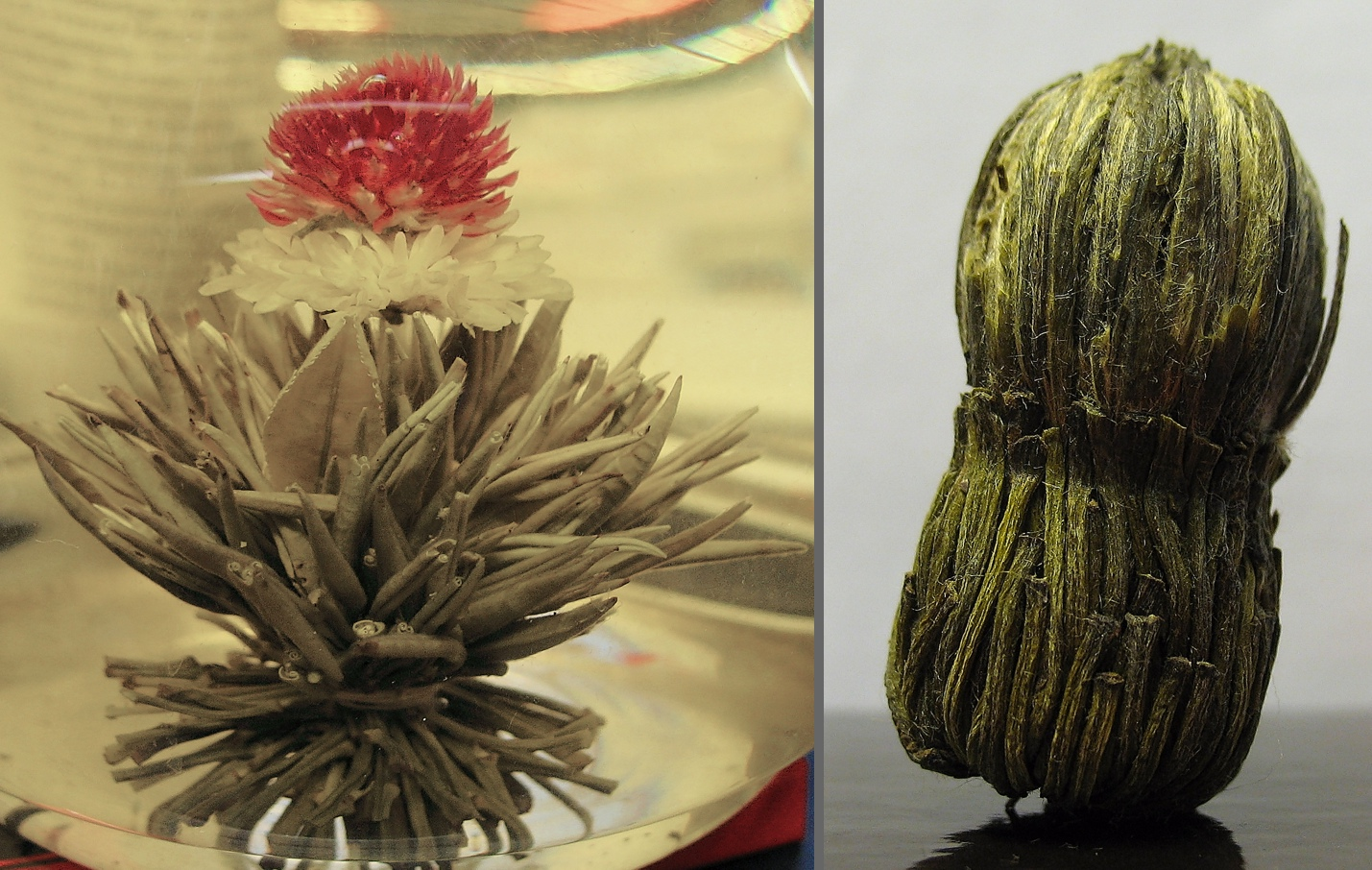
Teerose mit Blumen

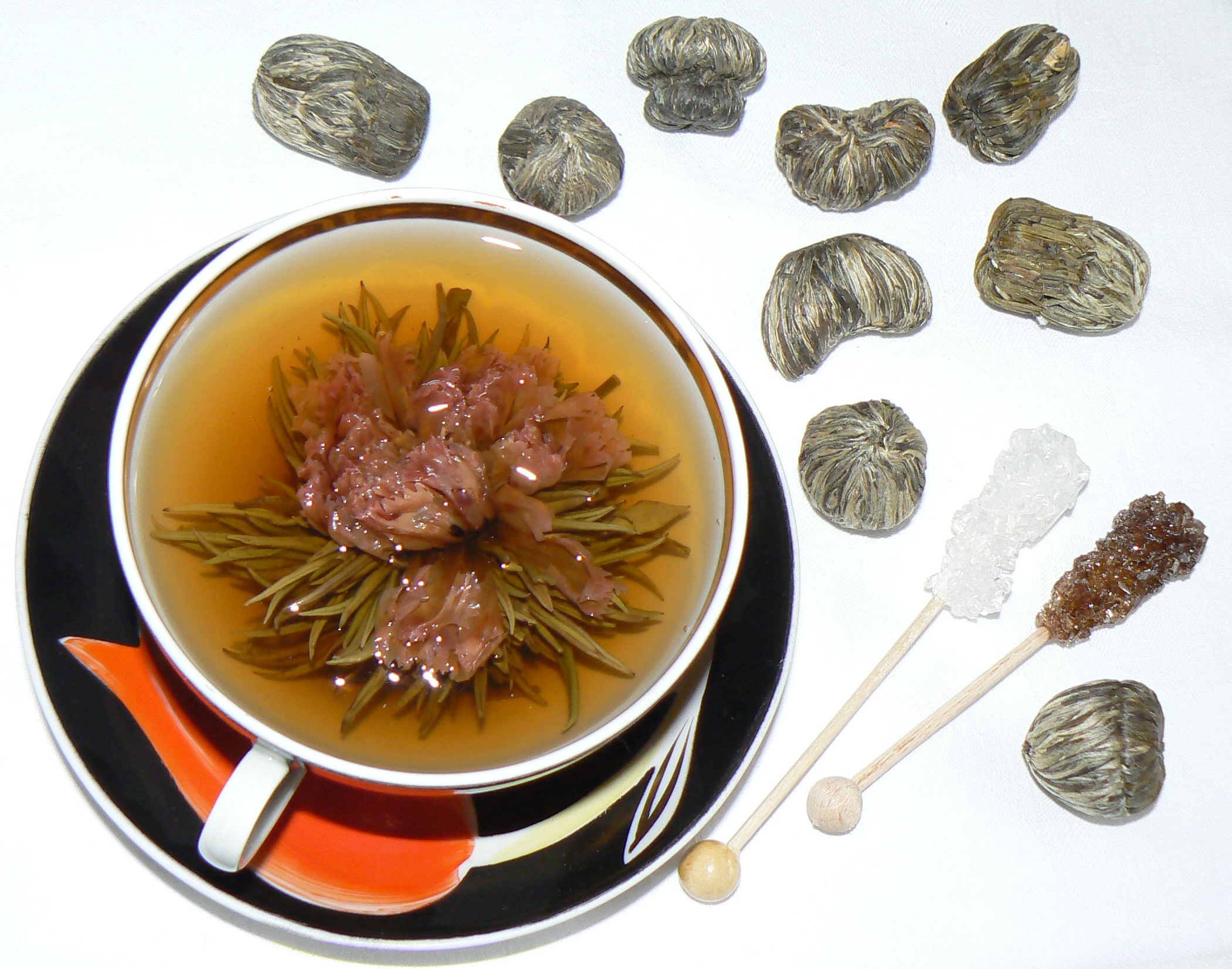
Verschiedene Teerosenformen

Eine Teerose oder auch Teeblüte, Teeblume bzw. Tee-Pfingstrose, ist ein kleines dekoratives Bündel aus ausgesuchten (jungen) Teezweigen, die besonders bei feierlichen Anlässen zur Teeherstellung verwendet wird.
Teerosen werden mit Baumwollfaden zu kleinen Paketen, Sträußchen, Kugeln, Herzchen oder chrysanthemenartigen Formen zusammengebunden – ein Vorgang, der je nach Aufwand des Designs ein bis zehn oder sogar fünfzehn Minuten pro Teerose dauert. Anschließend werden die Bündel bei über 200 °C für zwei Stunden getrocknet. Während die meisten Teerosen, die in großen Online-Teehäusern angeboten werden, handgemacht sind, gibt es auch maschinengefertigte. In der Mitte befinden sich oft getrocknete Blüten, die zum Vorschein kommen, wenn sich das Bündel beim Ziehen des Tees langsam entfaltet.
Sie dienen hauptsächlich als Geschenk oder als besondere Aufmerksamkeit für Gäste bei feierlichen Ereignissen. Teeblumen werden am besten in gläserne Teekannen gelegt, wo sie ihr Aroma entfalten können und auch ihre Form und Farbe voll zur Geltung kommen kann. Je nach Geschmack können die Teeblüten mehrmals aufgegossen werden und für den letzten Aufguss kann man den Faden durchtrennen um den letzten Rest an Aroma zu gewinnen. Beim ersten Aufguss gibt die die Teerose noch nicht das volle Aroma ab, somit ergibt oft der zweite oder ein weiterer Aufguss den besten Tee.
Die Geschichte der Teerosen ist unklar – es gibt Quellen, die behaupten, dass es sich um eine neue Erfindung der letzten zehn bis zwanzig Jahre handelt, andere sagen, dass bestimmte Formen der Teerose seit mindestens hundert Jahren existieren. So soll zum Beispiel in chinesischer Literatur aus der Song-Dynastie (960–1279) erwähnt werden, dass Teeblätter zur Unterhaltung des Kaisers in Blumenform zusammengebunden wurden. Solche Schau-Tees waren allerdings oft sehr bitter und wurden nicht getrunken, sondern waren nur als visueller Genuss gedacht. Die Idee, Teerosen zur Zubereitung eines Getränks als Geschenksets in Kombination mit Teekannen aus Glas anzubieten, ist auf jeden Fall eine neue Verkaufsstrategie, die erst in den letzten Jahrzehnten entwickelt wurde. Wie auch andere Tees variieren Teerosen stark in der Qualität des Tees – so werden manche Teerosen nach wie vor nur zur Unterhaltung hergestellt und ergeben daher nur ein geschmackloses oder sehr bitteres Getränk.
In Teefachgeschäften Europas gibt es zahlreiche Teerosen aus verschiedenen Teesorten mit den unterschiedlichsten Aromen, sowohl von grünem Tee wie auch von Schwarztee oder Weißtee. Sie werden ähnlich wie ein großer Teebeutel verwendet. Solche Teespezialitäten sind jedoch im Vergleich zum populären Teebeutel oder losem Tee weit teurer.
Unter Teeblüten beziehungsweise Teeblumen verstand man auch die feinbehaarten Blattspitzen sowie die ungeöffneten Blüten, die für den Aufguss verwendet werden und als minderwertige Bestandteile zu den Verunreinigungen beziehungsweise Verfälschungen des Tees zählen.